# Montia biapiculata
Montia biapiculata är en källörtsväxtart som beskrevs av A. Lourteig. Montia biapiculata ingår i släktet källörter, och familjen källörtsväxter. Inga underarter finns listade i Catalogue of Life.